# La nostra vita comincia di notte
La nostra vita comincia di notte (The Subterraneans) è un film del 1960 diretto da Ranald MacDougall, adattamento del romanzo I sotterranei dello scrittore Jack Kerouac.
Protagonisti del film sono Leo Percepied (alter ego di Jack Kerouac) e Mardou Fox (alter ego di Alene Lee). L'adattamento cinematografico cambiò il personaggio di Mardou Fox, trasformando la ragazza tossicodipendente afro-americana, protagonista del romanzo, in una giovane ragazza bianca francese. La scelta sarebbe stata compiuta per meglio rispecchiare la società e accontentare i gusti hollywoodiani dell'epoca. La pellicola è stato derisa e criticata con veemenza da Allen Ginsberg tra gli altri, per i suoi personaggi bidimensionali, ed illustra il modo in cui l'industria cinematografica ha tentato di sfruttare la popolarità emergente della cultura beat.

## Trama
Leo è un romanziere di 28 anni che vive ancora a casa con sua madre. Una notte si imbatte in alcuni beatnik in un caffè innamorandosi della bella ma nevrotica Mardou Fox.